# Miszkińce (gmina Rzesza)
Miszkińce (lit. Miškiniai) – wieś na Litwie, w okręgu wileńskim, w rejonie wileńskim, w gminie Rzesza.

## Historia
W XIX i w początkach XX w. położone były w Rosji, w guberni wileńskiej, w powiecie wileńskim, w gminie Podbrzezie. Po I wojnie światowej pod administracją polską, w Zarządzie Cywilnym Ziem Wschodnich. W latach 1920–1922 w składzie Litwy Środkowej.
Od 11 kwietnia 1922 wieś i zaścianek leżące w Polsce, w województwie wileńskim, w powiecie wileńsko-trockim, w gminie Podbrzezie. W 1931 miejscowość liczyła:
- wieś – 78 mieszkańców, zamieszkałych w 13 budynkach,
- zaścianek – 23 mieszkańców, zamieszkałych w 3 budynkach[4].

Po II wojnie światowej w granicach Związku Sowieckiego. Od 1991 na niepodległej Litwie.